# Jelani Watson-Gayle
Jelani Watson-Gayle (Londen, 9 september 1998) is een Brits basketballer.

## Carrière
Watson-Gayle speelde collegebasketbal voor de Benedict College Tigers, Miles College Golden Bears en Fresno Pacific Sunbirds van 2017 tot 2022. Hij speelde met alle drie de ploegen in Division II van het Amerikaanse collegebasketbal. In 2022 tekende hij zijn eerste profcontract bij de Bristol Bears waar hij een seizoen speelde. In de zomer van 2023 speelde hij voor het Canadese Winnipeg Sea Bears uit de Canadian Elite Basketball League. Voor het seizoen 2023/24 tekende hij bij de Belgische ploeg Brussels Basketball.
Voor het seizoen 2024/25 tekende hij bij de Tsjechische eersteklasser SK Slavia Praag.

### nationale ploeg
In 2023 maakte hij zijn debuut voor de Britse nationale ploeg in enkele kwalificatiewedstrijden voor het wereldkampioenschap.

## Erelijst
- CEBL Sixth Man of the Year: 2023